# برنهارد راتکه
هاینریش برنهارد راتکه (آلمانی: Heinrich Bernhard Rathke؛ زادهٔ ۲۰ ژانویهٔ ۱۸۴۰ در کونیگسبرگ و درگذشت ۱۴ اوت ۱۹۲۳ در باد رایشنهال، یک شیمی‌دان آلمانی بود. وی پسر رویان‌شناس معروف مارتین راتکه بود.
راتکه در دانشگاه کونیگسبرگ، علوم طبیعی خواند و پس از مدتی در آزمایشگاه روبرت بونزن در هایدلبرگ کار کرد. او در ۱۸۷۶ استادیار دانشگاه هاله-ویتنبرگ شد. او از ۱۸۸۲ تا ۱۹۰۰ استاد تمام افتخاری دانشگاه ماربورگ بود.